# 蛭田直美
蛭田 直美（ひるた なおみ、4月17日 - ）は、日本の脚本家。東京都品川区出身。

## 人物
2013年に第23回シナリオS1グランプリ／準グランプリ受賞。
2014年に第39回城戸賞／準入賞。

## 作品

### TVドラマ
- 2025年 - 日本一の最低男　※私の家族はニセモノだった[CX]（担当話：4話、6話、7話、9話、10話、最終話）
- 2024年 - あの子の子ども[KTV・CX]
- 2024年 - 舟を編む[NHK]
  - 2024年度4月度ギャラクシー賞・月間賞
  - 第62回4月ギャラクシー賞・上期入賞作品　
  - 第40回ATP賞テレビグランプリ・ドラマ部門・奨励賞
  - 東京ドラマアウォード2024 優秀賞
- 2023年 - ウソ婚[CX]
- 2022年 - 推しが上司になりまして[テレビ東京]
- 2022年 - しずかちゃんとパパ[BSプレミアム]　
  - 第48回放送文化基金賞・番組部門（テレビドラマ番組） 優秀賞
  - 第38回ATP賞テレビグランプリ・ドラマ部門・優秀賞
- 2022年 - ワンナイト・モーニング[WOWOW]
- 2021年 - Paraviオリジナルストーリー「最愛のひと～The other side of 日本沈没～」[Paravi]
- 2021年 - 悪魔とラブソング[hulu]
- 2020年 - メンズ校[テレビ東京系]
- 2020年 - シロでもクロでもない世界で、パンダは笑う。[YTV・NTV]
- 2019年 - これは経費で落ちません![NHK]
- 2019年 - 女の機嫌の直し方[NTV]
- 2018年 - 本の門番～ぶくぶく食堂物語～《門番のはじまり編》[テレビ埼玉]
- 2018年 - 写楽ホーム凹凸探偵団[EX]
- 2017年 - 世にも奇妙な物語’17 春の特別編[CX]
- 2016年 - ガードセンター24 広域警備指令室 [NTV]
- 2016年 - 仮釈放の条件　出口の裁判官 岬真斗香[TX] 共同脚本
- 2015年 - ワイルド・ヒーローズ[NTV]
- 2014年 - 東京ガードセンター[BS・Dlife]

### 映画
- 2022年 - 人生の着替えかた「MISSING」「お茶をつぐ」[アークエンターテイメント]
- 2021年 - スパゲティコード・ラブ[ハピネットファントム・スタジオ]
- 2019年 - 五億円のじんせい[GYAO/Amuse] - NEW CINEMA PROJECT第1回グランプリ作品
- 2019年 - 女の機嫌の直し方[NTV吉本興業] - 第11回沖縄国際映画祭おーきな観客賞受賞作品
- 2017年 - CAGE
- 2015年 - Once Again[ユニバーサルミュージック＆EMIアーティスツ、CONTAINER]

### 舞台
- 2024年・Music Stories 「Love and Harmony」[朗読劇]
- 2021年 - This is 大奥[ヒューリックホール東京 他]
- 2019年 - マリア～The first Xmas of the last children～[高島平バルスタジオ]
- 2018年 - NORN9 ノルン+ノネット[草月ホール]
- 2018年 - 本の門番～ぶくぶく食堂物語～《玉響なつめ著・転生しまして、現在は侍女でございます。編》[シアター風姿花伝]
- 2018年 - エンテナ PLAY UNION 第8回公演「Dream Box」[シアター風姿花伝]
- 2018年 - 本の門番～ぶくぶく食堂物語～《門番のはじまり編》[ウッディシアター中目黒]
- 2018年 - Gentle Winds ～あの風が吹いたとき～ [ザムザ阿佐ヶ谷]
- 2017年 - フルコンタクト～松風少年院・第七分院くすのき寮合唱団～[大塚萬劇場]
- 2016年 - Dream　Box [萬劇場]
- 2011年 - バスターミナル [千駄木344 STUDIO]
- 2005年 - Gentle Winds [王子小劇場]
- 2004年 - 翼 [シアター風姿花伝]
- 2003年 - Winds [恵比寿エコー劇場]
- 2002年 - ショウタイム [スタジオはるか]
- 2001年 - コンチネンタルサーカス [築地ブディストホール]
- 2000年 - 翼 [王子小劇場]

### テレビアニメ
- 2025年 - Turkey![1]